# Muñopedro
Muñopedro er en by og kommune i det centrale Spanien i provinsen Segovia. Den har et indbyggertal på 309 (2024) indbyggere.